# إم سل أنغ
إم سيل أونغ (11 مايو 1987) ممثل و مغني كوري جنوبي، عضو في فرقة تو أيه إم.

## أعماله

### المسلسلات
- الهارب من جوسون، 2013
- مرحبا بكم في العرض، 2011
- صندوق الغداء، 2010
- الذوق الشخصي، 2010

### الأفلام
- 26 سنة، عام 2012
- الصوتية، 2010

## روابط خارجية
- إم سل أنغ على موقع IMDb (الإنجليزية)
- إم سل أنغ على موقع ميوزك برينز (الإنجليزية)
- إم سل أنغ على موقع ديسكوغز (الإنجليزية)
- إم سل أنغ على موقع قاعدة بيانات الفيلم (الإنجليزية)